# 162ª Brigata meccanizzata
La 162ª Brigata meccanizzata autonoma (in ucraino 160-га окрема механізована бригада?, 160-ha okrema mechanizovana bryhada, unità militare A4990) è un'unità di fanteria meccanizzata delle Forze terrestri ucraine con base a Korosten'.

## Storia
La brigata è stata costituita il 21 giugno 2024, in seguito alla nuova legge sulla mobilitazione che ha abbassato l'età minima per la coscrizione da 27 a 25 anni, in previsione di una possibile offensiva ucraina nel 2025 con il supporto di equipaggiamento e addestramento forniti dai partner occidentali. Nel maggio 2025 la brigata, ancora in fase di reclutamento e addestramento, ha ricevuto e pubblicato il proprio stemma e motto.

## Struttura
- Comando di brigata[4]
- 1º Battaglione meccanizzato
- 2º Battaglione meccanizzato
- 3º Battaglione meccanizzato
- Battaglione corazzato
- Gruppo d'artiglieria
- Battaglione artiglieria missilistica contraerei
- Battaglione genio
- Battaglione logistico
- Battaglione manutenzione
- Compagnia ricognizione
- Compagnia comunicazioni
- Compagnia radar
- Compagnia difesa NBC
- Compagnia medica

## Comandanti
- Colonnello Vitalij Bohačuk (novembre 2024 - febbraio 2025)[5]